# Uan Rasey
Uan Rasey (* 21. August 1921 in Glasgow, Montana; † 26. September 2011 in Los Angeles, Kalifornien) war ein US-amerikanischer Jazztrompeter, der ein Vierteljahrhundert Erster Trompeter des Studioorchesters von Metro-Goldwyn-Mayer (MGM) war.

## Leben
Rasey, 1921 in Glasgow, Montana geboren, begann seine Laufbahn als Erster Trompeter beim Studioorchester von MGM 1949 und spielte dort bis 1974 für nahezu jeden dort produzierten Film, aber auch für andere bekannte Filmstudios. Besonders bekannt wurde Rasey durch seine Trompetensoli in Filmen wie Ein Amerikaner in Paris (1951), Du sollst mein Glücksstern sein (1952), West Side Story (1961) und Chinatown (1974).
2008 gab er ein Interview in Trying to Get Good: The Jazz Odyssey of Jack Sheldon, einer Dokumentation über den Jazztrompeter Jack Sheldon.
Uan Rasey starb einen Monat nach seinem 90. Geburtstag.

## Filmografie
- 1974: Chinatown
- 1963: Bye Bye Birdie
- 1962: Die Sprache der Gewalt
- 1962: Spiel zu zweit
- 1962: Das war der Wilde Westen
- 1961: Too Late Blues
- 1958: Gigi